# Eadberht II.
Eadberht II. (auch: Eadbertus, Edbertus, Ædbertus) war von 762 bis um 764 ein König des angelsächsischen Königreiches Kent.

Die Quellenlage zu Eadberht ist spärlich und widersprüchlich: Johannes von Worcester, ein Geschichtsschreiber des 12. Jahrhunderts, schrieb im Chronicon ex chronicis, dass Eadberht III. Præn (796–798) der Bruder Æthelberhts II. sei und setzte diesen mit Eadberht I. bzw. Eadberht II. gleich. Einige moderne Historiker halten Eadberht I. und Eadberht II. (762–um 764) für identische Personen.

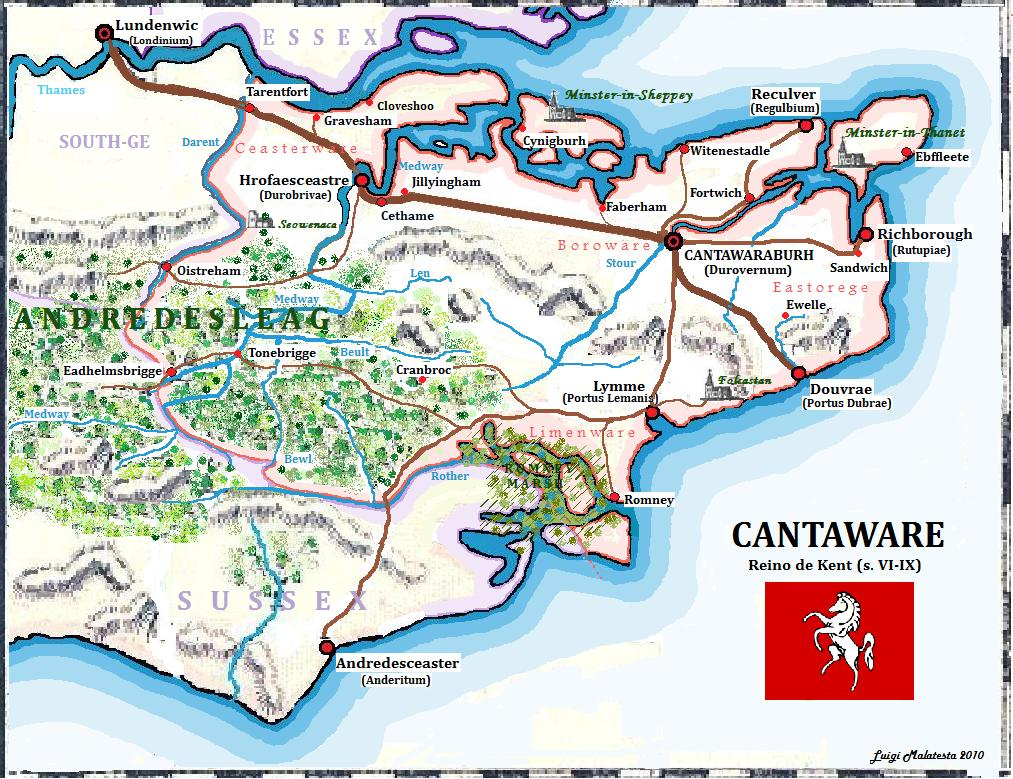
Kent in angelsächsischer Zeit

## Leben
Eadberht war der letzte Herrscher aus der kentischen Dynastie der Oiscingas. Seine Eltern sind unbekannt. Möglicherweise war Æthelberht II. sein Vater oder Großvater.
Als König Æthelberht II. im Jahr 762 starb, wurde Eadberht II. dessen Nachfolger als König. Allerdings stand Kent unter der Hegemonie Mercias, dessen König Offa den ganzen Süden Englands dominierte. Drei Chartas von Eadberht II. bzw. deren Abschriften blieben erhalten. Mit der Charta S32 beurkundete Sigered, der Mitkönig im Westen Kents, im Jahr 762 eine Schenkung von Ackerland bei Rochester an Bischof Eardwulf für das dortige Kloster. Eadberht II. bestätigte diese Landschenkung mit seinem Handzeichen. Mit der Charta S28 beurkundete Eadberht 762/763 die Schenkung von Ackerland bei Mundelingeham (Great Mongeham bei Dover) und die Nutzungsrechte an einem Wald an die St.-Peter-Abtei in Canterbury. Mit dieser Schenkung verband Eadberht den Wunsch wie seine „Vorväter“ in der Abtei beigesetzt zu werden. Die Charta S29 gewährte der Äbtissin Sigeburga des St.-Peter-Münsters auf der Isle of Thanet um 763/764 Steuerfreiheit für drei Schiffe. Eadberht war Analphabet und unterschrieb mit einem Kreuz, das er propria manu („mit eigener Hand“) setzte.
Um das Jahr 764 ging die Herrschaft von Eadberht II. auf Eanmund über. Die näheren Umstände der Nachfolge sind unbekannt. Thomas Elmham, ein Chronist aus dem 15. Jahrhundert, berichtete, dass Eadberht in Reculver bestattet wurde. Möglicherweise verhinderten Unruhen die von Eadberht gewünschte Beisetzung in Canterbury.